# The Hirsel

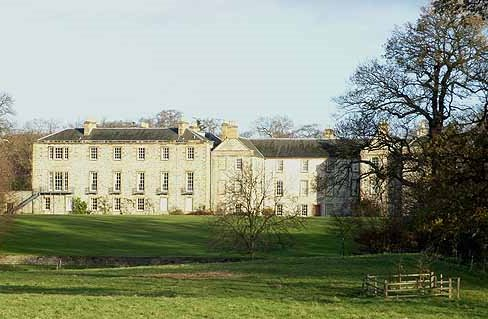
The Hirsel

The Hirsel är ett kategori A-listat ståtligt hem nära Coldstream, Berwickshire i Scottish Borders-området. Det har varit ett säte för earlerna av Home sedan 1611, och det huvudsakliga sätet efter förstörelsen av Hume Castle under mitten av 1600-talet. Det var hem för den tidigare brittiske premiärministern, Sir Alec Douglas-Home, den 14:e earlen av Home.

## Arkitektur
Ett stort georgianskt hus av gråsten, varav det mesta är från början av 1700-talet, med en tidigare del från början av 1600-talet. Viktorianska ändringar och tillägg utfördes av William Burn 1851. David Bryce, George Henderson och James Campbell Walker är också kända för att ha arbetat här. De flesta av de viktorianska tilläggen revs under mitten av 1900-talet. Interiören innehåller en fin central stentrappa.

## Trädgård och park
Huset ligger i en enastående engelsk trädgårdsstil från slutet av 1700-talet till 1800-talet designat landskap som sträcker sig över dalen Leet Water. Landskapet består av informell park, skogsmark och en stor konstgjord sjö (Hirsel Lake) och en rhododendron- och azaleaträdgård från slutet av 1800-talet, Dundock Wood. Den muromgärdade trädgården är från mitten av 1700-talet. Förutom att utgöra en attraktiv miljö för det kulturminnesmärkta huset, innehåller området nationellt viktiga arkeologiska lämningar, en utsedd plats av särskilt vetenskapligt intresse (SSSI) och två anmärkningsvärda kulturarvsträd.

## Besökstillgång
Hembygdsgårdens hantverkscenter och museum för lantliv, tesalongen och hantverksverkstäderna ligger alla på området. "Homestead Walk" och "Hirsel Walk" är öppna för allmänheten 365 dagar om året.